# Маяк Святого Антония
Мая́к Свято́го Анто́ния (англ. St Anthony's Lighthouse) — маяк, расположенный на мысе Св. Антония полуострова Роузленд в графстве Корнуолл, Великобритания, на берегу Кельтского моря.

## История
Маяк был построен в 1835 году Олвером Фалмутом для корпорации Trinity House, его световой источник вначале состоял из восьми масляных ламп. Источник света был заменён на электрический, когда к маяку было подведено электричество в 1954 году. Сегодня маяк автоматизирован, мигает каждые 15 секунд. При тумане сигналы издаются каждые 30 секунд.